# Enis Alushi
Enis Alushi (ur. 22 grudnia 1985 w Mitrowicy) – niemiecki i kosowski piłkarz. Należał do niemieckich reprezentacji U-19 oraz U-20, a w latach 2014–2017 do reprezentacji Kosowa.

## Życie prywatne
Syn policjanta. Ma dwóch braci: Flakrona i Fatosa.
Dnia 10 grudnia 2013 roku Enis Alushi wziął ślub z niemiecką piłkarką Fatmire Bajramaj. W listopadzie 2015 roku parze urodził się syn Arian.